# Bamischijf
Bamischijf je specialita rychlého občerstvení pocházející z nizozemské kuchyně. Název pochází z javánského slova bakmi (čínské nudle) a nizozemského schijf („plátek“). Recept je fúzí asijských vlivů z koloniálního období se zálibou Nizozemců a Belgičanů ve fritovaných jídlech jako jsou krokety, sýrové kaassoufflé nebo rybí kibbeling. Poprvé se pokrm objevil v padesátých letech 20. století jako způsob využití zbytků. Původně měl podobu koule zvané bamibal, pak se většinově prosadil tvar kotouče, který se lépe skladuje a rychleji připravuje.
Základem pro bamischijf je indonéské jídlo mie goreng, což jsou vařené nudle z pšeničné mouky smíchané s masem (kuře, hovězí, mořské plody), vejci, zeleninou (cibule, zelí, rajčata), sambalem, sójovou omáčkou a kořením garam masala. Výsledná hmota se zahustí želatinou a po vychladnutí se zformuje do válce. Z něho se pak krájejí plátky, které se obalí ve trojobalu a usmaží v oleji. Existuje také vegetariánská varianta, v níž je maso nahrazeno zeleninou nebo houbami a želatina agarem.
Bamischijf se většinou vyrábí průmyslově pod privátními značkami a jako zmražený polotovar se dodává do snack barů. V Nizozemsku se dá také koupit v obchodech s asijskými potravinami, kterým se říká toko.
Obdobným pokrmem je nasischijf, kde je hlavní surovinou indonéské nasi goreng, do něhož se místo nudlí používá vařená rýže.